# Nils Ferlin
Nils Johan Einar Ferlin, født 11. december 1898 i Karlstad, død 21. oktober 1961 på Samariterhemmet i Uppsala, var en svensk digter. Ferlin anses for at være sin tids førende skikkelse blandt Klara-bohemerne i Stockholm.

## Biografi
Nils Ferlin blev født i Karlstad i Värmland, hvor hans far arbejdede for avisen Nya Wermlands-Tidningen. I 1908 flyttede familien til Filipstad, hvor faren startede sin egen avis. Faren døde dog kun et år senere, og familien måtte flytte til enklere levevilkår i industriområdet, så Nils kunne fortsætte sin skolegang indtil han var 16 år gammel.
Ferlin havde også en kort karriere som skuespiller. Han debuterede som 17-årig i Salomé af Oscar Wilde og fortsatte i en rejsende teatergruppe. Han var også en af eleverne på Elin Svenssons teaterskole i Stockholm.
I 1947 optrådte han - i rollen som sig selv - i filmen Sången Om Stockholm.
Selvom mange af Ferlins digte er melankolske, indeholder de også meget humor. Flere af dem er sat til musik og blev tidligt populære, såsom "Valsmelodi", som er et angreb på musikindustrien. Han solgte over 300.000 digtsamlinger i løbet af sin levetid og beskrives stadig som en populær digter i Sverige. Han kan også tælles blandt "Klarabohemerna" ("Bröderna i Klara"), indvandrere arbejderforfattere, der boede i Klarakvarteren i Stockholm i første halvdel af det 20. århundrede.

## Mindesmærker
Der er flere statuer af Nils Ferlin i Sverige: en i Filipstad, hvor han er afbildet, der sidder på en bænk, en på torvet i Karlstad, der viser ham stående på et bord, og en ved Klara kirke i Stockholm, hvor digteren tænder en cigaret.
- Filipstad
- Karlstad
- Klara Kirke

## Digtsamlinger
- 1930 - En döddansares visor
- 1933 - Barfotabarn
- 1938 - Goggles
- 1944 - Med många kulörta lyktor
- 1951 - Kejsarens papegoja
- 1957 - Från mitt ekorrhjul
- 1962 - En gammal cylinderhatt

## Berømte viser
- När Skönheten Kom Till Byn (musik af Lille Bror Söderlundh)
- En Valsmelodi (musik af Lille Bror Söderlundh)
- Den Stora Kometen
- En Liten Konstnär
- I Folkviseton
- Får Jag Lämna Några Blommor
- Nasarevalsen

## Priser (udpluk)
- 1942 - Gustaf Fröding-stipendiet
- 1950 - De Nilos Stora Pris
- 1950 - Boklotteriets stipendium
- 1955 - Bellmanpriset